# Afonso de Oliveira Lima
Afonso de Oliveira Lima SDS (* 28. August 1916 in Limoeiro do Norte, Brasilien; † 31. August 1994) war ein brasilianischer Ordensgeistlicher und römisch-katholischer Bischof von Brejo.

## Leben
Afonso de Oliveira Lima trat der Ordensgemeinschaft der Salvatorianer bei und empfing am 8. Dezember 1940 das Sakrament der Priesterweihe.
Papst Paul VI. ernannte ihn am 29. November 1971 zum ersten Bischof des zwei Monate zuvor errichteten Bistums Brejo. Der Erzbischof von Fortaleza, José de Medeiros Delgado, spendete ihm am 9. April des folgenden Jahres die Bischofsweihe; Mitkonsekratoren waren die Weihbischöfe Manuel Edmilson da Cruz aus São Luís do Maranhão und Miguel Fenelon Câmara Filho aus Fortaleza.
Am 25. September 1991 nahm Papst Johannes Paul II. sein altersbedingtes Rücktrittsgesuch an.